# Čínská šlechta

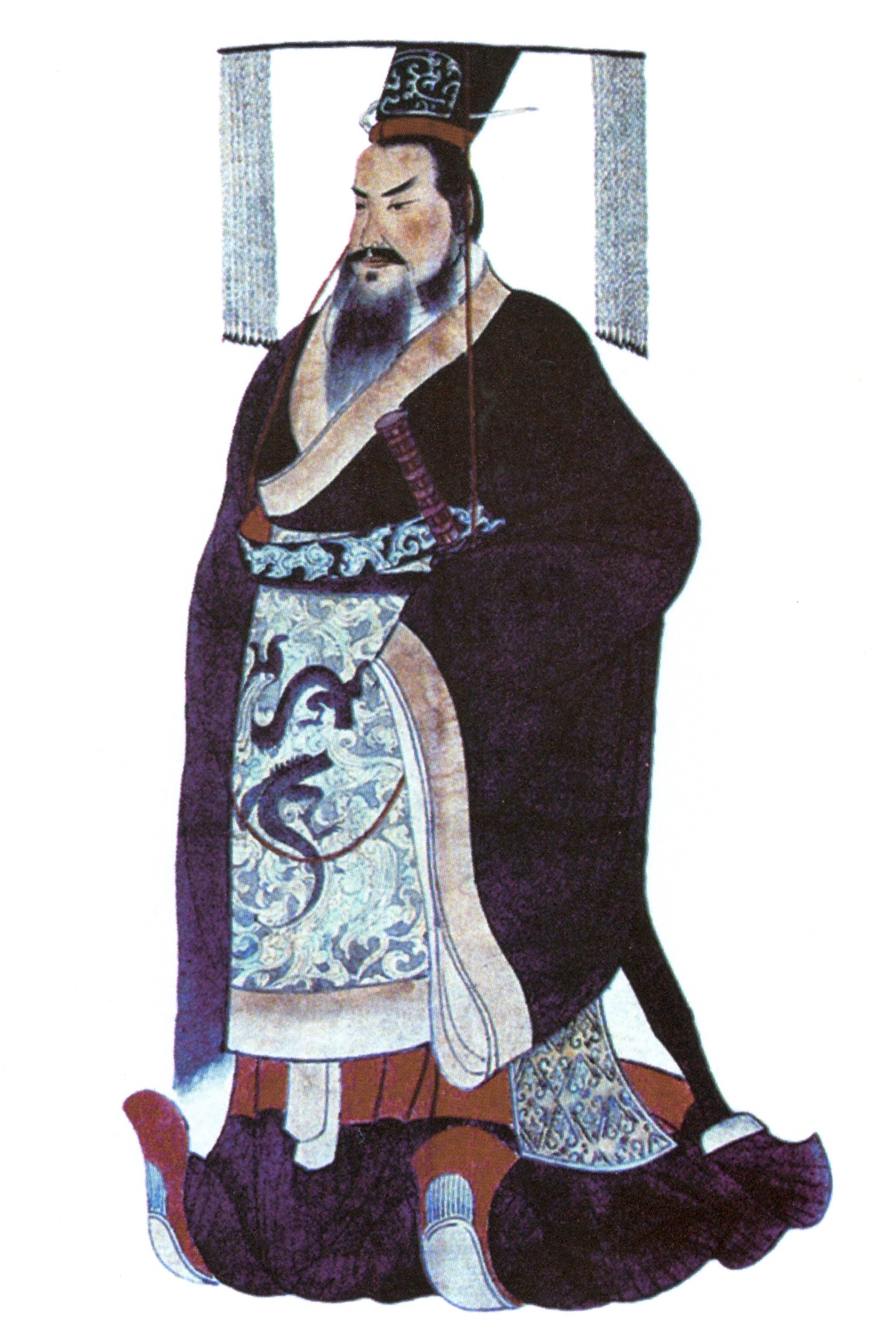
Čchin Š’-chuang-ti, zakladatel dynastie Čchin

Čínská šlechta byla významnou složkou čínské společnosti před vznikem republiky roku 1911. Během několika tisíciletí trvání čínských států šlechtické tituly a hodnosti nejednou měnily své názvy, význam a důležitost. Přesněji lze popsat systém šlechtických titulů počínaje čouským obdobím; pro starší období jsou k dispozici pouze útržkovité informace. I v následujících staletích se skladba čínské šlechty měnila. V souvislosti s politickými změnami, vznikem a zánikem čínských států docházelo k proměnám a úpravám systému titulů. Vznikaly nové tituly a význam starých byl měněn, nebo se zcela přestaly používat, avšak mohly být i oživeny a znovu zavedeny. Samostatným problémem je překlad čínských titulů a hodností do evropských jazyků.
Republikánská revoluce roku 1911 svrhla tradiční monarchické uspořádání státu a s tím ztratila na významu i čínská šlechta. Ačkoli některé vznešené rodiny nějakou dobu udržovaly své tituly a postavení, nakonec se nevyhnuly úpadku v důsledku politických a ekonomických transformací společnosti. Dnes šlechta jako třída prakticky zmizela.

## Období Šang
V šangském státu měl panovník titul wang (王, král). Aristokracie vznikala z okolí krále, jeho synů, dalších příbuzných, blízkých pomocníků a podřízených. O šangských aristokratických titulech není mnoho známo, jejich pořadí a význam jsou nejisté. Titul fang-po (方伯) se zřejmě používal pro vládce nezávislé na šangském králi; vládci či správci závislí na Šanzích jsou označováni jako chou (侯) a po (伯), přičemž chou měli užší vztahy k Šangům, snad proto, že byli jejich příbuzní, kdežto po nepříbuzní.

## Období Čou
V 11. století př. n. l. šangský stát zanikl dobyt Čouy, kteří na jeho místě ustavili vlastní království. Čouský panovník také nosil titul wang, jeho nejvyšší úředníci dostávali titul kung (公), k vysoké čouské aristokracii náleželi také nositelé titulů chou, po, c’ (子) a nan (男). Obecným termínem pro údělné vládce bylo ču-chou (諸侯, doslova „všichni chou“). Zpravidla to byli vládci držav a panství existujících již v šangském období a také věrní čouského krále, kteří od něj obdrželi titul a úděl. Pozdější čínští historikové jejich tituly seřadili do systému patera titulů, ale v čouském období fakticky pevná hierarchie titulů neexistovala, samotné tituly byly s lehkostí zaměňovány a posmrtně polepšovány.
Patero titulů:
1. kung (公, vévoda);
2. chou (侯, markýz);
3. po (伯, hrabě);
4. c’ (子, vikomt);
5. nan (男, baron).

Titul wang (král) používal čouský vládce, „syn Nebes“ (天子, tchien-c’). Používali ho však také vládci nečínských států na znamení rovnosti s čouským panovníkem, a to v případech států Lü, Sü a Feng na východě a Čchu, Wu a Jüe na jihu a jihovýchodě. Poslední tři se dokázaly zařadit mezi omezený počet mocných států pozdně čouského období Jar a Podzimů (8.–5. století př. n. l.), Čchu přežilo až téměř do konce 3. století př. n. l.
Titul kung dostávali příbuzní čouských králů a také vrcholní členové čouské vlády a vysoce postavené osobnosti čouského dvora. Své vévodské úděly měli vesměs ve Velké čínské nížině podél Žluté řeky. I ministři centrální vlády přitom mohli mít úděl vzdálený od metropole, například vévodové z Čou (周公) a z Šao (召公). Titul kung také v pozdějších pramenech dostávali zpětně držitelé nižších titulů chou nebo po; totiž v řadě údělných států byl původní titul vladaře chou a vládci, kteří získali nebo si přisvojili titul kung, ho zpětně připisovali i svým předkům. Titul po zpravidla drželi vládci malých údělů v okolí čouské metropole. Titul c’ je zřídkavý jak v nápisech na bronzech, tak v kronikách. Titul nan je ještě vzácnější, z čouského období je znám pouze baron ze Sü (許男, v nápisech na bronzech jako 鄦男).
Početnost titulované regionální aristokracie postupně rostla, rostl i její politický vliv, a naopak moc čouského krále upadala a ve výsledku se v období Východní Čou (8.–3. století př. n. l.) čouské království změnilo v konglomerát údělných států a státečků, které sice formálně uznávaly svrchovanost čouského krále, ale fakticky byly nezávislé. Jejich vládci používali tituly kung, chou, po, c’ a nan. C’ se ve východočouských pramenech používalo zejména pro vládce periferních nečínských (resp. nepatřících k etniku Chua-sia) států; oni sami se však na svých bronzových nádobách psali jako kung, chou či po (například panovníci východního státu Ču používali titul kung, případně po). Na jihu panovníci Čchu se od roku 704 př. n. l. titulovali jako králové (wang) stejně jako Čouové, i když chuasijské státy na severu jim přiznávaly pouze titul c’.
V údělných státech se postupně etablovala nová zemědělská aristokracie, takzvaní ta-fu (大夫, „velcí páni“). Byli to jak mladší členové vládnoucích rodů, tak úspěšní vojevůdci a úředníci, kteří dostávali svá pole (i s lidmi) od údělných vládců, budovali vlivné rody a soustředili ve svých rukách nemalou moc. Příbuzní vládce mohli od něj obdržet některý z patera titulů. Níže stála vrstva válečníků š’ (士), nižší šlechty.

## Období Čchin
Koncem třetího století př. n. l. postupně ostatní čínské státy dobyl stát Čchin, a sjednotil tak Čínu. Čchinští panovníci už ve čtvrtém století zreformovali systém šlechtických titulů a – v rámci reforem organizovaných prvním ministrem Šang Jangem – nahradili dosavadní aristokratické hodnosti zavedením stupnice titulů udělovaných za vojenské úspěchy. Při jejím vytváření se Šang Jang inspiroval obdobnými reformami ve státech Chan, Wej a Čao. Podle chanských pramenů Šang Jang zavedl „systém dvaceti titulů“ (二十等爵, er-š’ teng ťüe), používaný v chanské době, nicméně sbírka Šang-ťün šu ze třetího století př. n. l., zachycující situaci ve státě Čchin před sjednocením Číny, uvádí žebříček pouze ze sedmnácti položek.
Sedmnáct čchinských titulů od nejvyššího (sedmnáctého) k nejnižšímu (prvnímu):
1. ta liang-cao (大良造);
2. šao liang-cao (少良造);
3. jou-keng (右更);
4. cuo-keng (左更);
5. jou šu-čang (右庶長);
6. cuo šu-čang (左庶長);
7. čeng-čching (正卿);
8. kche-čching (客卿);
9. wu ta-fu (五大夫);
10. kung-šeng (公乘);
11. kung ta-fu (公大夫) či lie ta-fu (列大夫);
12. kuan ta-fu (官大夫);
13. ta-fu (大夫);
14. pu-keng (不更);
15. can-niao (簪褭) či mou-žen (謀人);
16. šang-cao (上造);
17. kung-š’ (公士) či lie-š’ (列士).[4]

Vojenské zásluhy, za které se udělovaly tituly, se měřily počtem hlav zabitých nepřátel. Za osobně zabité nepřátele se dávaly tituly do čtvrtého stupně včetně, vyšší byly za úspěšné velení vojenským jednotkám. S udělením titulu dotyčný obdržel také půdu: pole a pozemek na vystavění domu. Držitelé titulu 4. stupně a vyššího měli výjimku z povinnosti roboty, držitelé titulu 9. stupně a vyššího dostávali panství k výživě a z méně závažných trestů se mohli vykoupit. Tituly 1. až 8. stupně byly dosažitelné pro každého, vyšší pouze pro státní úředníky a dva nejvyšší pouze pro vysoké hodnostáře za výjimečné zásluhy. Tituly byly udělovány i za nevojenské zásluhy, dodávky obilí a hedvábí, zejména v dobách nedostatku, například za dodávky potravin v době hladomoru. Při výjimečných příležitostech (např. roku 220 či 219 př. n. l., po sjednocení Číny) dostala každá hlava rodiny povýšení o jeden stupeň.
Tituly umožňovaly přijetí do státní správy, mohly být zaměněny za úřednický post: „za zabití jednoho nepřítele se udělovalo povýšení o jeden stupeň [v žebříčku titulů] anebo úřad s platem 50 š’, za zabití dvou nepřátel se dávalo povýšení o dva stupně nebo úřad s platem 100 š’“.

## Období Chan
Liou Pang, zakladatel chanského státu, se v boji o moc opíral o mnohé představitele předčchinské rodové aristokracie, po příchodu k moci přijal titul císaře (chuang-ti) a obnovil dva ze starých aristokratických titulů – wang a chou, které udělil svým příbuzným, spolubojovníkům a generálům. Nejvýznamnější generálové obdrželi titul wang, král, a rozlehlá území; markýzové chou dostávali menší území (odpovídající okresu). Zpočátku (roku 202 př. n. l.) se tak říše skládala z deseti komandérií pod správou císaře a třinácti království. Třebaže císařská doména byla největším územním celkem, králové dohromady ovládali mnohem větší území, dvě třetiny říše. Liou Pang proto pod různými záminkami téměř všechny krále odstranil (nejdéle se udrželi králové z Čchang-ša, do roku 157 př. n. l.) a nahradil je svými příbuznými, zpravidla syny.
Za následujících císařů tak titul wang (spíše kníže než král) dostávali pouze členové císařského rodu, zpravidla synové císaře. Po roce 157 př. n. l. byli výjimkami pouze Wang Mang a Cchao Cchao. Titul a příslušný úděl byl dědičný (pro nejstaršího syna hlavní manželky), mladší synové knížat, pokud byli vnuky císaře, dostávali titul markýze chou. I knížata z rodu Liou byla nebezpečím pro císařskou moc, následující císaři proto oklešťovali jejich samostatnost a vliv a postupně jejich úděly rozdrobili a jejich moc omezili, takže zhruba od roku 100 př. n. l. již knížata nevládla svým knížectvím, pouze z nich pobírala příjmy, zatímco správu vykonávali úředníci kontrolovaní ústřední vládou. Už od roku 127 př. n. l. pak titul chou a okresní léno dostávali všichni synové všech knížat, což dále oslabilo knížectví.
Obecný termín pro nositele knížecích a markýzských titulů byl ču-chou wang (諸侯王), nepříbuzní císařského rodu Liou byli označováni jako i-sing ču-chou wang (諸侯王, doslova „nositelé titulů odlišného příjmení“). Knížata byla rozdělena do dvou stupňů, kuo-wang (國王, kníže státu/země) a ťün-wang (郡王, kníže komandérie). Markýzů chou bylo více – sien-chou (縣侯, markýz okresu), siang-chou (鄉侯, markýz újezdu), tching-chou (亭侯, markýz obce), časem počet stupňů vyrostl až na devatenáct. Nižní stupně nebyly spojeny s lénem. Obecný termín pro markýzy všech úrovní byl čche-chou, později – kvůli tabuizaci jména císaře Wu-ti (jmenoval se Liou Čche) – změněný na lie-chou (列侯). V období Východní Chan (25–220) dostávali titul markýze nejen zasloužilí generálové a úředníci, ale i příbuzní císařoven a vlivných eunuchů. Nižší tituly dostávali osoby které pomohly státu, např. dodávkami obilí v časech nouze. Používán byl také titul kung (vévoda), počátkem období Východní Chan i pro členy císařského rodu.
Níže než císař a králové/knížata stáli nositelé šlechtických titulů (ťüe). Nejvýše stáli markýzové lie-chou, pod nimi „markýzové kraje Za průsmykem“ kuan-nej-chou a pak ostatní. Tituly byly vesměs převzaté od čchinského státu a seřazené do takzvaného „systému dvaceti titulů“ (二十等爵, er-š’ teng ťüe), dvaceti tříd, od nejvyšší (dvacáté) k nejnižší (první):
1. čche-chou (徹侯) či lie-chou (列侯);
2. kuan-nej-chou (關內侯);
3. ta-šu-čang (大庶長);
4. s’-čche šu-čang (肆車庶長/駟車庶長) či s’-lien šu-čang (駟連庶長);
5. ta šang-cao (大上造) či ta-liang-cao (大良造);
6. šao šang-cao (少上造);
7. jou-keng (右更);
8. čung-keng (中更);
9. cuo-keng (左更);
10. jou šu-čang (右庶長);
11. cuo šu-čang (左庶長);
12. wu ta-fu (五大夫);
13. kung-šeng (公乘);
14. kung ta-fu (公大夫) či lie ta-fu (列大夫);
15. kuan ta-fu (官大夫);
16. ta-fu (大夫);
17. pu-keng (不更);
18. can-niao (簪褭) či mou-žen (謀人);
19. šang-cao (上造);
20. kung-š’ (公士) či lie-š’ (列士).[9]

Tituly markýzů lie-chou (a vyšší) byly dědičné a spojené s lénem; nižší tituly – kuan-nej-chou a nižší – nikoliv. Léna byla v případě králů/knížat rozlehlá, u markýzů lie-chou o zpravidla o velikosti okresu, újezdu, obce. Králové byli ve vnitřní politice prakticky samostatní, markýzové (a postupně i knížata) nad svými lény nevládli, pouze dostávali podíl z daní vybraných na dotčeném území. Markýzové byli titulováni „markýz z XY“ bez ohledu na velikost léna, jejich příjmy závisely nikoliv na velikosti léna, ale na jeho lidnatosti, která byla u každého okresu, újezdu a obce individuální (a měnila se v čase). Od poloviny období Západní Chan (vlády císaře Wu-tiho) se kvůli zjednodušení a jasnější vazbě mezi zásluhami a titulem přešlo na určování počtu rodin, z nichž bude markýz mít příjem. To jest např. markýz z XY obdržel s titulem příjem z 1000 rodin, a nadále dostával od úřadů daně tisícovky rodin z okresu/újezdu/obce XY (pokud se poddaných nedostávalo, byli další přičleněni ze sousedních okrsků, avšak beze změny titulu). Výhodou systému byla zřetelnější hierarchie mezi tituly a možnost zvyšování nebo snižování počtu přidělených rodin. V období Východní Chan se dosti výrazné rozdíly mezi markýzi postupně formalizovaly a tituly markýzů okresu, újezdu a obce byly zavedeny i oficiálně. U nižších stupňů velikost lén přibližně odpovídala titulům, u markýzů okresu však horní hranice rozsahu léna nebyla určena a například císař Kuang-wu-ti (vládl 25–57 n. l.) zvláště zasloužilým věrným udělil léna o rozsahu několika, až šesti, okresů.
Podobně jako v čchinském státu i chanští císařové občas udělovali tituly ťüe plošně, všem hlavám rodin, a sice u příležitosti nástupu nového císaře, jmenování následníka trůnu, dosáhl-li (dosud nezletilý) císař či následník dospělosti, jmenování císařovny, u příležitosti (nebeských) znamení či významných obětí (např. oběti feng-šan). Přitom hlavy rodin dostaly povýšení o jeden stupeň, o více stupňů pak nositelé vyšších titulů, či úředníci, někdy i vesničtí starší.
Počet knížat se pohyboval mezi jedním a dvěma tucty, v závislosti na počtu císařských synů a vymírání jejich linií; počet markýzů lie-hou dosahoval několika set, např. k roku 37 n. l. bylo v říši Chan 137 markýzů z mladších synů knížat, 365 markýzů ze zasloužilých úředníků a generálů a 45 markýzů z příbuzných císařských manželek.

## Období Tří říší
Oba menší státy období Tří říší, Wu (22–280) a Šu-Chan (221–263) víceméně převzaly chanský systém. Císařovi příbuzní dostávali tituly knížat wang, zasloužilí hodnostáři markýzů okresu sien-chou, újezdu siang-chou či obce tching-chou. Vzhledem k omezeným zdrojům obou států bylo udělování titulu markýze okresu vzácné a známkou mimořádných zásluh, dva nižší tituly, siang-chou a tching-chou, byly rozdávány častěji.
Třetí ze Tří říší, Říše Wej (220–265), byla dějinách čínských států výjimečná bezvýznamným postavením členů císařského rodu. Přispěly k tomu jak legistické tendence wejské vlády, tak obavy prvního wejského císaře Cchao Pchiho z jeho bratrů. Třebaže císařovi příbuzní měli tituly knížat, vévodů a markýzů, neměli žádnou politickou moc, museli žít ve svých lénech, které však spravovali úředníci podléhající centrální vládě, nesměli se stýkat s místní šlechtou ani se svými příbuznými a byli po několika málo letech překládáni. Zprvu dostali mladší členové rodu Cchao tituly markýzů (216), později byli povýšeni na vévody a roku 222 císařovi synové a bratři na knížata. Poté členové císařského rodu dostávali některý z patera titulů, se kterými byla spojena první hodnost v systému devíti hodností. Zpravidla byly udělovány tituly knížat nebo vévodů v několika stupních, doložen je ještě hrabě obce tching-chou; není jasné, zde se používaly i ostatní z patera titulů. Ministři či generálové mohli obdržet pouze některý z titulů markýzů lie-chou, a sice sien-chou (縣侯, markýz okresu), siang-chou (鄉侯, markýz újezdu) a tching-chou (亭侯, markýz obce). Nejvýše postavený z markýzů lie-chou, markýz okresu, měl třetí hodnost.
Roku 222 bylo stanoveno, že knížecí titul bude dědičný, přičemž mladší synové prvního knížete budou kung-chou (鄉公, vévoda újezdu), mladší synové knížat v dalších generacích budou mít titul tching-chou (亭侯, markýz obce) a mladší synové vévodů újezdu budou tching-po (亭伯, hrabě obce). Knížata měla jako úděl obvykle komandérii, pokud u císaře převládla nedůvěra ke knížatům, byla jim zmenšena na velikost okresu.
Titul markýz okresu, nejvyšší pro nečleny císařského rodu, byl udělován zřídka, wejští hodnostáři zpravidla získávali pouze tituly markýze újezdu nebo obce. Rozsáhleji byly udělovány nižší markýzské tituly (kuan-nej-chou a nižší), které rozšířil na pět stupňů už Cchao Cchao roku 215. Těchto pět nižších titulů nebylo spojeno s lénem, ani s příjmem a nebyly dědičné, nicméně nositeli zaručovaly postavení v žebříčku dvorských hodností (resp. systému devíti hodností) a tedy prestiž a postavení mezi elitou.
Systém wejských titulů:
1. ťün-wang (郡王, kníže komandérie);
2. sien-wang (縣王, kníže okresu);
3. kuo-kung (國公, vévoda země);
4. ťün-kung (郡公, vévoda komandérie);
5. sien-kung (縣公, vévoda okresu);
6. siang-kung (鄉公, vévoda újezdu);
7. tching-po (亭伯, hrabě obce);
8. sien-chou (縣侯, markýz okresu), nejvyšší titul dosažitelný pro nečleny císařského rodu;
9. siang-chou (鄉侯, markýz újezdu);
10. tching-chou (亭侯, markýz obce);
11. kuan-nej-chou (關內侯, markýz kraje Za průsmykem, či markýz oblasti Kuan-nej);
12. ming-chao-chou (名號侯, volně „proslulý markýz“);
13. kuan-čung-chou (關中侯, markýz kraje Uvnitř průsmyků, či markýz oblasti Kuan-čung);
14. kuan-waj-chou (關外侯, markýz kraje Před průsmykem, či markýz oblasti Kuan-waj);
15. wu-ta-fu (五大夫, volně „vznešený pán“).[22]

V systému devíti hodností měli knížata a vévodové 1 hodnost, markýzové okresu, újezdu a obce po řadě 3, 4 a 5 hodnost, markýzové oblasti Kuan-nej a nižší pouze 6 hodnost.
Před koncem wejského státu (roku 264) si neobvyklé výsady vynutil S’-ma Čao, hlava rodu S’-ma, který fakticky řídil wejskou vládu namísto císaře. S’-ma Čao obdržel již dříve titul vévody z Ťin a roku 264 dokonce titul Ťin wang, krále z Ťin, panství v rozloze dvaceti komandérií a další výsady, které ho stavěly nad kohokoliv kromě samotného císaře (proto je přiměřené v tomto případě titul wang překládat jako král, spíše než jako kníže). Téhož roku prosadil reformu udělování aristokratických titulů: a sice zřídil patero titulů, vévoda kung, markýz chou, hrabě po, vikomt c’ a baron nan, přičemž každou z patera hodností rozdělil na dva stupně, například vévody na vévody komandérie a vévody okresu, a nechal je udělit jak příslušníkům svého rodu, tak členům vlivných dvorských rodů; titulů se dostalo šesti stovkám hodnostářů. Každý titul a stupeň měl přitom určenou velikost léna a počet rodin jejichž daně (přesněji třetina jimi odváděných daní) tvořily příjem šlechtice.
Pět titulů v deseti stupních podle reformy z roku 264, uveden i počet rodin a velikost léna v li (415 m):
1. kung (公, vévoda):
  1. ťün-kung (郡公, vévoda komandérie), velikost nestanovena; jmenován pouze jeden, S’-ma Fu, nejstarší člen rodu S’-ma s lénem 10 000 rodin;
  2. sien-kung (縣公, vévoda okresu), 1800 rodin, 75 li;
2. chou (侯, markýz):
  1. ta-kuo-chou (大國侯, markýz 1. stupně), 1600 rodin, 70 li;
  2. cch’-kuo-chou (次國侯), markýz 2. stupně), 1400 rodin, 65 li;
3. po (伯, hrabě):
  1. ta-kuo-po (大國伯, hrabě 1. stupně), 1200 rodin, 60 li;
  2. cch’-kuo-po (次國伯, hrabě 2. stupně), 1000 rodin, 55 li;
4. c’ (子, vikomt):
  1. ta-kuo-c’ (大國子, vikomt 1. stupně), 800 rodin, 50 li;
  2. cch’-kuo-c’ (次國子, vikomt 2. stupně), 600 rodin, 45 li;
5. nan (男, baron):
  1. ta-kuo-nan (大國男, baron 1. stupně), 400 rodin, 40 li;
  2. cch’-kuo-nan (次國男, baron 2. stupně), 200 rodin, 35 li.[27]

## Období Ťin
Začátkem roku 266 S’-ma Jen, v čele rodu S’-ma ovládající wejský dvůr, degradoval wejského císaře Cchao Chuana na knížete komandérie Čchen-liou (陳留郡王) a sám nastoupil na císařský trůn, přičemž název státu změnil na Ťin. Nedávno zreformovaný systém šlechtických titulů dále upravil, když vzápětí po svém nástupu obdařil knížecími tituly prakticky všechny dospělé mužské členy rodu, celkem 27 svých bratranců, strýců a bratrů (císařovi synové byli ještě malí). Knížata dostávala v léno obvykle komandérii, přičemž k výživě jm bylo určeno 5 až 20 tisíc rodin. Knížetem se v ťinském období mohl stát pouze člen vládnoucího rodu S’-ma, po roce 266 byli knížaty jmenováni zpravidla pouze synové císařů. Jediným knížecím titulem uděleným mimo rod S’-ma byl výše zmíněný titul knížete komandérie Čchen-liou, který Cchao Chuanovi potomci drželi do roku 479.
Žebříček titulů udělovaných v říši Západní Ťin (265–316):
1. kuo-wang (國王, kníže země), hodnost 1;[pozn. 3]
2. ťün-wang (郡王, kníže komandérie), hodnost 1;[31]
3. sien-wang (縣王, kníže okresu), hodnost 1;[31]
4. ťün-kung (郡公, vévoda komandérie), hodnost 1,[30] nejvyšší titul dosažitelný pro nečleny vládnoucího rodu;[31]
5. sien-kung (縣公, vévoda okresu), hodnost 1;[30][31]
6. ťün-chou (郡侯, markýz komandérie), hodnost 2;[30][31]
7. sien-chou (縣侯, markýz okresu), hodnost 2,[30] ve dvou stupních;[31]
8. po (伯, hrabě), hodnost 2,[30] ve dvou stupních;[31]
9. c’ (子, vikomt), hodnost 2,[30] ve dvou stupních;[31]
10. nan (男, baron), hodnost 2[30], ve dvou stupních;[31]
11. sien-chou (縣侯, markýz okresu), hodnost 3;[30][31]
12. siang-chou (鄉侯, markýz újezdu), hodnost 4;[30][31]
13. tching-chou (亭侯, markýz obce), hodnost 5;[30][31]
14. kuan-nej-chou (關内侯, markýz kraje Za průsmykem), hodnost 6;[30][31]
15. kuan-waj-chou (關外侯, markýz kraje Před průsmykem), hodnost 7.[30][pozn. 4]

Tituly baronů a vyšších byly spojeny s příjmem z údělu, tituly markýze okresu a nižší přinášely nositeli hodnost a prestiž, avšak bez příjmu. V plné verzi titulů se u baronů a vyšších používalo čestné označení kchaj-kuo (開國), kchaj-kuo nan atd. Termín kchaj-kuo znamenal zakladatel léna, údělu či státu; ten, kdo ovládl Čínu; pomocník předešlého. V titulu se mísil poslední a první význam.

## Období Tchang
Po císaři a následníku trůnu zaujímali nejvyšší postavení v tchangské aristokracii bratři a synové císaře, kteří dostávali titul čchin-wang („kníže [císařské] krve“). Dědici (zpravidla nejstarší synové) čchin-wangů měli titul s’-wang (kníže-dědic), synové následníka trůnu dostávali titul ťün-wang (kníže komandérie). Mladší synové čchin-wangů mohli mimořádně obdržet titul knížete komandérie, obvykle však dostávali titul ťün-kung (vévoda komandérie). Tituly čchin-wangů a s’-wangů nebyly dědičné, jejich dědici – synové (nebo vnuci v mužské linii, pokud syn zemřel dříve než kníže) dostávali titul kuo-kung (vévoda země).
Nižšími šlechtickými tituly bylo patero hodností – kung, chou, po, c’ a nan. Kvůli odlišení od výše uvedených vévodů země a komandérie se k vévodům přidávalo upřesnění sien-kung (vévoda okresu) a analogicky i k ostatním nižším titulům, a sice sien-chou (markýz okresu) a tak dále. Kromě toho v plné verzi titulů se u vévodů komandérie a nižších mohlo používat slovní spojení kchaj-kuo (開國公). Termín kchaj-kuo znamenal zakladatel léna, údělu či státu; ten, kdo ovládl Čínu; pomocník předešlého. V titulu se mísil poslední a první význam.
Tituly seřazené od nejvyššího k nejnižšímu tudíž byly (za názvem je uvedena odpovídající hodnost v systému devíti hodností, počet domácností, resp. rolnických rodin, přidělených aristokratovi k výživě a rozloha „věčných polí“ (永業田), které nositel dostával k užití):
1. čchin-wang (親王, kníže krve, doslova kníže-příbuzný), hodnost 1a, 10 000 domácností, 835,7 ha (100 čchingů);
2. s’-wang (嗣王, kníže-dědic), hodnost 1b, 5000 domácností;
3. ťün-wang (郡王, kníže komandérie), hodnost 1b, 5000 domácností, 417,8 ha (50 čchingů);
4. kuo-kung (國公, vévoda země), hodnost 1b, 3000 domácností, 334,3 ha (40 čchingů);
5. ťün-kung (郡公, vévoda komandérie), hodnost 2a, 2000 domácností, 292,5 ha (35 čchingů);
6. sien-kung (縣公, vévoda okresu), hodnost 2b, 1500 domácností, 208,9 ha (25 čchingů);
7. sien-chou (縣侯, markýz okresu), hodnost 3b, 1000 domácností, 117,0 ha (14 čchingů);
8. sien-po (縣伯, hrabě), hodnost 4a1, 700 domácností, 91,9 ha (11 čchingů);
9. sien-c’ (縣子, vikomt), hodnost 5a1, 500 domácností, 66,9 ha (8 čchingů);
10. sien-nan (縣男, baron okresu), hodnost 5b1, 300 domácností, 41,8 ha (5 čchingů).[35]

## Období Sung
V sungské době mohli být úředníci oceněni čestnými tituly ťien-ťiao kuan anebo pochvalnými přídomky kung-čchen. Členové císařského rodu a zasloužilí hodnostáři získávali některý z dvanácti aristokratických titulů. Ke každému titulu náležel odpovídající příjem. Od nejvyššího k nejnižšímu to byly:
1. čchin-wang (親王, kníže krve, doslova kníže-příbuzný);
2. s’-wang (嗣王, kníže-dědic);
3. ťün-wang (郡王, kníže komandérie);
4. kuo-kung (國公, vévoda země);
5. ťün-kung (郡公, vévoda komandérie);
6. kchaj-kuo kung (開國公, vévoda zakladatel léna), nejvyšší titul dosažitelný pro nečleny císařského rodu;
7. kchaj-kuo ťün-kung (開國郡公, vévoda komandérie zakladatel léna);
8. kchaj-kuo sien-kung (開國縣公, vévoda okresu zakladatel léna);
9. kchaj-kuo chou (開國侯, markýz zakladatel léna);
10. kchaj-kuo po (開國伯, hrabě zakladatel léna);
11. kchaj-kuo c’ (開國子, vikomt zakladatel léna);
12. kchaj-kuo nan (開國男, baron zakladatel léna).[1]

## Období Jüan
V jüanském státu členové císařského rodu a zasloužilí hodnostáři získávali některý z osmi aristokratických titulů. Od nejvyššího k nejnižšímu to byly (uvedena též odpovídající hodnost v systému devíti hodností):
1. wang (王, kníže), hodnost 1a;
2. ťün-wang (郡王, kníže komandérie), hodnost 1b;
3. kuo-kung (國公, vévoda země), hodnost 2a;
4. ťün-kung (郡公, vévoda komandérie), hodnost 2b;
5. ťün-chou (開國侯, markýz komandérie), hodnost 3a nebo 3b;
6. ťün-po (開國伯, hrabě komandérie), hodnost 4a nebo 4b;
7. sien-c’ (開國子, vikomt okresu), hodnost 5a;
8. sien-nan (開國男, baron okresu), hodnost 5b.[1]

Titul knížete byl udělován synům císaře, tituly kníže komandérie a vévoda země byly určeny pro další členy císařského rodu a zvláště zasloužilé osoby, nižší tituly se udělovaly podle zásluh o stát.

## Období Ming
První mingský císař Chung-wu svého nejstaršího syna Ču Piaa jmenoval následníkem trůnu (太子, tchaj-c’), ostatním synům udělil tituly knížat (čchin wang, doslova „kníže [císařské] krve“, též jednoduše kníže, wang) a po dosažení zhruba dvaceti let věku je vyslal do provincií s početným doprovodem a širokými, především vojenskými, pravomocemi. Ti ale přes své tituly nevládli v regionech jako údělná knížata, protože úředníci místní správy nadále podléhali centru. Pro císaře představovali oporu jeho osobní moci nezávislou na běžné civilní i vojenské hierarchii; po císařově smrti se nová vláda pokusila omezit jejich vliv, což vyprovokovalo úspěšné povstání jednoho z nich – Ču Tiho. Sám Ču Ti jako císař Jung-le moc knížat v regionech omezil a po neúspěšné vzpouře knížete Ču Kao-süa roku 1426 knížata ztratila politický význam. Kromě výše uvedené skupiny byli ostatní členové rodu ze správy země vyloučeni. Až roku 1595, kdy počet členů císařského rodu vzrostl na desítky tisíc, dostali povolení účastnit se úřednických zkoušek, nemohli však být jmenováni do úřadů v hlavním městě.
Za vlády Chung-wuových nástupců byl nadále už v raném věku jmenován nejstarší syn následníkem trůnu. Další císařští synové se opět stávali knížaty a byli posíláni do regionů. Dědic knížete přebíral titul, ostatní synové byli knížaty komandérie (ťün-wang). Také titul knížete komandérie dědil nejstarší syn, mladší synové se stali „generály – obránci státu“ (čen-kuo ťiang-ťün). Tento a pět nižších titulů titul již dědičné nebyly, všichni synové držitele, včetně nejstaršího, obdrželi titul o stupeň nižší, přičemž každý mužský člen dynastie měl minimálně nejnižší ze zmíněných šesti titulů, feng-kuo čung-wej. Od nejvyššího k nejnižšímu měli tedy členové císařského rodu (mimo císaře a jeho následníka) tituly:
1. čchin wang (親王, „kníže [císařské] krve“), mladší synové císaře;
2. ťün-wang (郡王, kníže komandérie), mladší synové „knížat [císařské] krve“;
3. čen-kuo ťiang-ťün (鎭國將軍, generál – obránce státu), mladší synové knížat komandérie;
4. fu-kuo ťiang-ťün (輔國將軍, generál – opora státu), synové generálů – obránců státu;
5. feng-kuo ťiang-ťün (奉國將軍, generál – podpůrce státu), synové generálů – opor státu;
6. čen-kuo čung-wej (鎭國中尉, velitel – obránce státu), synové generálů – podpůrců státu;
7. fu-kuo čung-wej (輔國中尉, velitel – opora státu), synové velitelů – obránců státu;
8. feng-kuo čung-wej (奉國中尉, velitel – podpůrce státu), synové velitelů – opor státu a velitelů – podpůrců státu.[40][42]

Penze knížete [císařské] krve byla stanovena v naturáliích, v přepočtu na zrno to bylo 10 000 tanů (1074 tisíc litrů) ročně, níže postavení členové císařského rodu dostávali méně až k velitelům – podpůrcům státu s 200 tanů (21 480 litrů) zrna. V roce smrti Chung-wua (1398) žilo 58 členů rodu s titulem, počátkem 15. století jich bylo 127, v první polovině 15. století 419 a na jeho konci už přes 2000. Všichni měli dostatečné zaopatření ze státní pokladny, soudní imunitu a řadu privilegií závislých na jejich titulech a postavení; od poloviny 15. století začali hromadit i pozemkový majetek. Pozdně mingští autoři odhadovali počet mužských potomků Chung-wua ve své době na více než 100 000. Tituly a penzemi byly obdařeny i dcery císařského rodu a jejich manželé. S růstem počtu členů dynastie náklady na jejich hmotné zabezpečení značně vzrostly, přičemž zatížily především severočínské regiony, kde sídlila většina členů rodu. Tak roku 1562 bylo na tyto účely v provincii Šan-si vynaloženo z výnosu pozemkové daně více prostředků než na výdaje provinčního, prefekturních a okresních úřadů dohromady; v některých severočínských okresech šla členům dynastie téměř polovina veškerých daňových příjmů.
Hlavní manželky mingských císařů nosily titul chuang-chou (皇後, císařovna). Po smrti svého manžela a nástupu syna na trůn obdržela císařovna titul chuang-tchaj-chou (皇太後/皇太后, „císařovna vdova“); dožila-li se nástupu vnuka na trůn, stala se tchaj-chuang-tchaj-chou (太皇太後, „velkou císařovnou vdovou“). Z vedlejších manželek a konkubín císařů měla nejvýše postavená titul chuang-kuej-fej (皇貴妃, „císařská urozená dáma“), po ní v důstojnosti následovala kuej-fej (貴妃, „urozená dáma“) a pak řada dalších, například šu-fej (淑妃, „nevinná dáma“), ning-fej (寧妃, „klidná dáma“). Níže stály konkubíny různých úrovní nazývané pchin (嬪), cchaj-žen (才人), a množství služebnic.
Dcery císařů dostávaly titul kung-ču (公主, princezna), sestry obdržely titul čang kung-ču (長公主, velká princezna), tety (sestry císařova otce) ta-čang kung-ču (大長公主, nejvyšší princezna). Všechny měli příjem 2000 tanů (214 800 litrů) zrna ročně. Jejich manželé dostávali titul fu-ma tu-wej (駙馬都尉), který byl vyšší než hrabě po. Dcery knížat [císařské] krve nosily titul ťün-ču (郡主, princezna komandérie), dcery knížat komandérie sien-ču (縣主, princezna okresu), dcery generálů – obránců státu ťün-ťün (郡君, paní komandérie), dcery generálů – opor státu sien-ťün (郡君, paní okresu), dcery generálů – podpůrců státu siang-ťün (郡君, paní újezdu). Dcery níže postavených členů císařského rodu aristokratické tituly nedostávaly. Princezny komandérie dostávaly od 800 tanů zrna ročně, ostatní méně se snižujícími se tituly. Jejich manželé měli titul i-pin (儀賓).
Zpravidla zasloužilí generálové, příbuzní císařoven a někdy i vynikající úředníci dostávali patero titulů (poslední dva však pouze za vlády Chung-wua):
1. kung (公, vévoda);
2. chou (侯, markýz);
3. po (伯, hrabě);
4. c’ (子, vikomt);
5. nan (男, baron).[47]

Součástí titulu byl název místa nebo regionu, např. generál Sü Ta obdržel titul vévody z Wej (魏国公), dotyčný však nad daným místem či regionem neměl žádné pravomoci. K titulu náležela penze vyplácená státem, stanovovaná individuálně pro každé jmenování, mohla být později zvýšena či snížena. Zejména příbuzní císařoven nesměli působit ve státní správě. Mingští císařové udělili celkem 21 titulů vévodů, 102 markýzů a 138 hrabat. Většina z nich nebyla dědičná, nicméně i dědičné tituly jen málokterý rod udržel déle než tři generace. Generálové s tituly veleli vojskům, a aristokraté, vesměs vojáci, tvořili nezanedbatelnou skupinu hodnostářů u císařského dvora. Někteří byli významní, celkově však jako skupina byli zastíněni úředníky a eunuchy.

## Období Čching
Pro členy císařského rodu, kromě císaře a následníka trůnu, existovalo 14 aristokratických hodností (nejdříve mandžusky, pak čínsky):
1. hošoi cin wang, che-šuo čchin-wang (和碩親王, kníže [císařské] krve), dědicové klesali až na feng-en čen-kuo kung;
  1. sidza, š’-c’ (世子, dědic knížete [císařské] krve), tři stupně;
2. doro-i giyūn wang, tuo-luo ťün-wang (多羅郡王, vznešený kníže komandérie), dědicové klesali až na feng-en fu-kuo kung;
  1. jangdza, čang-c’ (長子, dědic knížete komandérie), tři stupně;
3. doro-i beile, tuo-luo pej-le (多羅貝勒, vznešený pán), dědicové klesali až na pu-žu pa-fen čen-kuo kung;
4. gūsa-i beise, ku-šan pej-c’ (固山貝子, korouhevní pán), dědicové klesali až na pu-žu pa-fen fu-kuo kung;
5. kesi be tuwakiyara gurun be dalire gung, feng-en čen-kuo kung (奉恩鎮國公, vévoda – obránce státu z [císařské] milosti), dědicové klesali až na čen-kuo ťiang-ťün 1. stupně;
6. kesi be tuwakiyara gurun de aisilara gung, feng-en fu-kuo kung (奉恩輔國公, vévoda – opora státu z [císařské] milosti), dědicové klesali až na fu-kuo ťiang-ťün 1. stupně;
7. jakūn ubu de dosimbuhakū gurun be dalire gung, pu-žu pa-fen čen-kuo kung (不入八分鎮國公, nižší vévoda – obránce státu, vévoda – obránce státu bez osmi privilegií), dědicové klesali až na feng-en ťiang-ťün;
8. jakūn ubu de dosimbuhakū gurun de aisilara gung, pu-žu pa-fen fu-kuo kung (不入八分輔國公, nižší vévoda – opora státu, vévoda – opora státu bez osmi privilegií), dědicové klesali až na feng-en ťiang-ťün;
9. gurun de dalire janggin, čen-kuo ťiang-ťün (鎮國將軍, generál – obránce státu), tři stupně, dědicové klesali až na feng-en ťiang-ťün;
10. gurun de aisilara janggin, fu-kuo ťiang-ťün (輔國將軍, generál – opora státu), tři stupně, dědicové klesali až na feng-en ťiang-ťün;
11. gurun be tuwakiyara janggin, feng-kuo ťiang-ťün (奉國將軍, generál – podpůrce státu), tři stupně, dědicové klesali až na feng-en ťiang-ťün;
12. kesi be tuwakiyara janggin, feng-en ťiang-ťün (奉恩將軍, generál z [císařské] milosti), tři stupně.[1]

Tituly mohly být získány za vojenské zásluhy, císařskou milostí, zděděním nebo složením zkoušek. Poslední možnost byla otevřena pro členy císařského rodu do 20 let. Dědičnost titulů byla omezená, pouze dvanáct privilegovaných knížecích titulů bylo dědičných „navždy“, u ostatních knížat [císařské] krve měl jejich dědic titul knížete komandérie a pak vždy o stupeň nižší až k vévodovi – obránci státu z [císařské] milosti, níže už titul neklesal. Analogicky i následníci knížat komandérie až vévodů – opor státu z [císařské] milosti také klesali o čtyři stupně a poté zůstali trvale na dosažené hodnosti. Dědicové nižších titulů (nižší vévoda – obránce státu a nižší) dostávali vždy o stupeň nižší titul až po generál z [císařské] milosti, který se již dále nesnižoval. Mladší synové (a jejich dědicové) osob, které získaly titul, byly generály z [císařské] milosti po šest generací, pokud byl titul získaný za vojenské zásluhy, a po čtyři generace, byl-li titul udělený z císařské milosti nebo po zkouškách.
K titulu se dával také odpovídající příjem v penězích a naturáliích, panství, rezidence, osobní garda, oficiální oděv a tak dále. Organizační záležitosti a evidenci členů císařského rodu měl na starosti úřad Čung-žen-fu (宗人府, „Dvůr císařského rodu“, mandžusky Uksun be kadalara yamun).
Tituly nečlenů císařského rodu (mandžusky, pak čínsky):
1. gung, kung (公, vévoda), tři stupně;
2. ho, chou (侯, markýz), čtyři stupně;
3. be, po (伯, hrabě), čtyři stupně;
4. jinkini hafan, c’ (子, vikomt), čtyři stupně;
5. ashan i hafan, nan (男, baron), čtyři stupně;
6. adaha hafan, čching-čche tu-wej (輕車都尉, velitel válečné vozby), čtyři stupně;
7. baitalabura hafan, ťi-tu-wej (騎都尉, velitel jízdy), dva stupně;
8. tuwašara hafan, jün-ťi-wej (雲騎尉, velitel oblačné jízdy);
9. kesingge hafan, en-ťi-wej (恩騎尉, velitel jízdy z [císařské] milosti).[1]

Tyto tituly dostávali zasloužilí státní úředníci, důstojníci a vojáci, příbuzní císařoven a také členové Konfuciova rodu a v 18. století i jedna větev potomků mingských císařů. Jejich evidenci vedlo ministerstvo státní správy. Tituly byly dědičné určitou dobu (např. vévoda nejvyššího stupně šestadvacetkrát, markýz nejvyššího stupně třiadvacetkrát, velitel oblačné jízdy jedenáctkrát, poté dědic dostal nejnižší titul en-ťi-wej, který jeho dědicové drželi už natrvalo.
Samostatný systém existoval pro Mongoly, Ujgury a Tibeťany. Tak Mongolům byly udělovány tituly čchin-wang, ťün-wang, beile, beizi, čen-kuo kung a fu-kuo kung. Níže byl tajdži či tcha-pu-nang (塔布囊) ve čtyřech stupních. Tyto tituly evidovalo ministerstvo závislých držav.